# Davaadorj Baldorj
Davaadorj Baldorj (mongolisch Балдоржийн Даваадорж Baldordschijn Dawaadordsch; * 7. Oktober 1957 in Ulaanbaatar) ist ein mongolischer Diplomat.

## Leben
Er besuchte die 1. Oberschule und wurde nach der zehnten Klasse zum Studium der Ökonomischen Kybernetik an die Karl-Marx-Universität Leipzig in die DDR delegiert. Nach dem ersten Semester wechselte er zur Studienrichtung Ökonomie und Statistik. Nach abgeschlossenem Studium arbeitete er für das mongolische Ministerium für Nahrungsmittel und Leichtindustrie. Im Jahr 1981 nahm er dann eine Arbeit in einer Teppichfabrik in Ulaanbaatar, zunächst als Schlosser, dann als Schichtmeister und letztlich als Ingenieur, auf. 1986 wurde er Beamter im Staatlichen Komitee für Wirtschaftsbeziehungen mit dem Ausland, das ihn um 1990 zu einem Volontariat nach Deutschland entsandte. Dort besuchte er in Frankfurt am Main einen Lehrgang bei der Dresdner Bank. Von 1990 bis 1994 war er Handels- und Wirtschaftsattaché an der mongolischen Botschaft in Berlin.
Ab 1996 war er im mongolischen Außenministeriums beschäftigt. Zunächst war er dort als Referent für Deutschland, danach als stellvertretender Abteilungsleiter für Handel und Wirtschaft tätig. 1999 wurde er als Botschaftsrat für Handel und Wirtschaft nach Berlin geschickt und war dort bis 2003 tätig. Es folgte eine Tätigkeit in Ulaanbaatar als Unternehmensberater. 2006 wurde er erneut Botschaftsrat. Im November 2009 wurde er mongolischer Botschafter in Deutschland.
2013 wurden gegen ihn Vorwürfe der Geldwäsche erhoben. Von Januar bis Oktober 2012 gingen auf seinem Konto fünf Zahlungen in Höhe von insgesamt 201.800 € ein. Davaadorj Baldorj wies die Vorwürfe zurück und gab an, dass es sich um seine privaten Mittel für den Lebensunterhalt und für den Kauf von Autos handele. Ein von der deutschen Staatsanwaltschaft eingeleitetes Ermittlungsverfahren wurde wegen seiner diplomatischen Immunität eingestellt.
Davaadorj Baldorj ist verheiratet und Vater eines Sohns und einer Tochter.